# Červený obr
Červený obr (též rudý obr) je hvězda velkých rozměrů a vysoké svítivosti, která se nachází v pozdní fázi svého hvězdného vývoje – ve svém jádru již přeměnila většinu vodíku na helium. Následkem dalších pochodů uvnitř hvězdy došlo k rozepnutí vnějších vrstev, a hvězda tak mnohonásobně zvětšila svou velikost. Barva červených obrů bývá od žluté, přes oranžovou až po červenou.
Mezi nejznámější červené obry na severní obloze patří žluto-červeně zářící Arcturus (Alfa Bootis) a Antares (Alfa Scorpio), za oranžového obra je označován Aldebaran (Alfa Tauri).

## Charakteristika
Červení obři jsou svými rozměry velmi velké hvězdy (v řádu deseti- až stonásobků poloměru Slunce), neboť došlo k nafouknutí jejich vnějších vrstev po vyčerpání jaderného paliva v jejich nitru. Zvětšení jejich povrchu přináší zároveň jeho ochlazení, proto je povrchová teplota červených obrů nízká: 5000 K a méně. Zároveň fotosféra takové hvězdy není přesně ohraničená, ale namísto toho je dosti řídká a víceméně plynule přechází do koróny. Červení obři patří do spektrálních tříd K a M.

## Vývoj hvězdy a vznik červeného obra

Srovnání současné velikosti Slunce (ve výřezu) s velikostí, které dosáhne v budoucnosti jako rudý obr

Červený obr je pozdní fází hvězd o menších až středních hmotnostech (přibližně od 0,5 do 8 hmotností Slunce) a spektrálních tříd A a G během jejich hlavní posloupnosti.
Po "zapálení" jaderných reakcí v nitru hvězdy se udržuje rovnováha mezi silou gravitace stlačující hvězdu do sebe a protichůdným tlakem záření produkovaným během jaderné fúze. Po celou dobu, kterou hvězda v poklidu setrvává na hlavní posloupnosti (v této fázi se nachází Slunce již asi 5 miliard let a víceméně stejnou dobu tam ještě zůstane), se v jádru hvězdy za vysokých teplot (přibližně 15 milionů kelvinů) pomalu během proton-protonového cyklu slučují jádra vodíku na jádra helia. Doba života hvězdy na hlavní posloupnosti záleží na jejich počáteční hmotnosti, pro Slunce je asi 10 miliard let, pro hmotnější hvězdy je to méně (v řádu stovek milionů let), lehčí hvězdy naopak žijí déle (desítky miliard let).
Po vyčerpání téměř veškerého vodíku v nitru hvězdy dojde k zastavení jaderných reakcí a tím pádem převládne vlastní gravitační působení hvězdy – jádro hvězdy se začne vlastní hmotností smršťovat. Zvýšení tlaku v jádru během jeho kolapsu přinese prudký nárůst teploty – ohřeje se vrstva ležící nad jádrem a fúzování vodíku na helium poté pokračuje ve vnějších vrstvách hvězdy (tam vodík nebyl dosud vyčerpán) a to díky vyšším teplotám mnohem rychleji, což způsobí zvýšení zářivého výkonu hvězdy. Vnější vrstvy následně prudce expandují, což vede k podstatnému zvětšení velikosti hvězdy (v řádu deseti- až stonásobku jejich původního poloměru). Hmotnost hvězdy se nijak nezvýší a tudíž klesne hustota hvězdy. Energie produkována termojadernou fúzí je nyní vyzařována mnohem větším povrchem, než byla původně a tudíž musí klesnout množství energie vyzářené jednotkou plochy, což se projeví jako snížení povrchové teploty hvězdy a posun v barvě hvězdy k oranžové až červené.
Pokud hvězda má dostatečnou hmotnost, jádro se smrští natolik, že teplota v něm dosáhne 100 milionů kelvinů. Tato vyšší teplota jádra umožňuje další termojaderné reakce, tentokrát fúzi jader helia na uhlík (v tzv. tři-alfa procesu). U méně hmotných hvězd dojde k zapálení těchto jaderných reakcí až po úplném smrštění jádra a díky tomu reakce začnou probíhat v celém jádru ihned po dosažení teploty 100 milionů kelvinů, což se projeví jako tzv. heliový záblesk. U hmotnějších hvězd se kritické teploty dosáhne dříve, než se jejich jádro úplně smrští a díky tomu reakce začnou probíhat postupně, bez heliového záblesku.
Hvězdy, které ve svém jádře spalují helium na uhlík a zároveň vodík na helium v jejich vnějších vrstvách už nejsou dále považovány za červené obry.

## Zánik červeného obra o hmotnosti Slunce
Slunce dosáhne stádia červeného obra přibližně za 5 mld. let. Svou velikost pak zvětší natolik, že pohltí některé z vnitřních planet sluneční soustavy (Merkur a Venuši prakticky jistě, a pravděpodobně Zemi rovněž.) Po vyhoření vodíku ve vnějších vrstvách dojde k odhození vnějších vrstev, které vytvoří planetární mlhovinu. Uvnitř této mlhoviny poté zbude obnažené horké jádro hvězdy – bílý trpaslík.